# G33
G33 är en grupp av ledande ekonomer från 13 länder med ändamål att främja lösningar på världens ekonomiska problem. Gruppen bildades 1987.